# معالم
معالم یا معالم الدین و ملاذ المجتهدین نام کتابی است اثر حسن بن زین‌الدین فرزند شهید ثانی درباره اصول فقه.
این کتاب به عنوان اولین کتاب درسی شیعیان در مورد علم اصول فقه به طلاب، آموخته می‌شد و متن آن بسیار ابتدایی است. بعدها کتاب اصول الاستنباط علامه حیدری، حلقهٔ الاولی از حلقات الاصول شهید محمد باقر صدر یا الموجز آیت‌الله جعفر سبحانی تبریزی، جایگزین آن شدند.
دکتر مهدی محقق می‌گوید وقتی این کتاب را که حدودا ۴۰۰ سال پیش نگاشته شده به برخی دانش پژوهان غیرایرانی، تدریس می‌کرده‌است، آنها ابراز عقیده کرده‌اند که این کتاب، ابواب جدیدی را در زبان‌شناسی به رویشان گشوده‌است.